# 天台镇 (德惠市)
天台镇，是中华人民共和国吉林省长春市德惠市下辖的一个乡镇级行政单位。

## 行政区划
天台镇下辖以下地区：
台东社区、台北社区、城南社区、城西社区、天台村、新发村、泉子村、佟家村、全家村、华家村、棋盘村、崔家村、卧龙村、七家子村、小城子村、船厂村、光明村和何家村。